# 鹿心社
鹿 心社（ろく しんしゃ、1956年11月 - ）は、中華人民共和国の官僚・政治家。山東省巨野県出身。元広西チワン族自治区人民代表大会常務委員会主任。

## 経歴
1956年11月、山東省巨野県で生まれる。1982年に武漢水利電力学院（現在の武漢大学）を卒業後、同年、中華人民共和国農牧漁業部土地管理局に入局。1986年に国家土地管理局へ入局した。以後、地籍管理司副司長、司長、副局長、党組成員を歴任した。1998年3月、国務院機構改革により、国家土地管理局は新たに創立された国土資源部に合併され、鹿心社は国土資源部耕地保護司司長となり、1999年5月に国土資源部の副部長に昇進した。2005年11月、陳邦柱の後任として、国土資源部副部長兼国家測繪局局長に任命された。
2010年8月、甘粛省党委員会副書記兼省委党校校長に転出。
2011年、第11期江西省人民代表大会常務委員会は6月8日の第25回会議で、呉新雄省長の辞任届を受理し、鹿心社を副省長兼省長代行に任命することを決定した。江西省第11期人民代表大会第5回会議で2012年2月5日、省長代行の鹿心社が省長に選出された。2016年6月29日、江西省党委員会書記に昇格。江西省第12期人民代表大会第7回会議で2017年1月20日、党委書記の鹿心社が省人民代表大会常務委員会主任に選出された。
2018年3月21日、彭清華の後任として、広西チワン族自治区党委員会書記に任命された。広西チワン族自治区第13期人民代表大会第2回会議で2019年1月31日、党委書記の鹿心社が自治区人民代表大会常務委員会主任に選出された。2021年10月19日に広西チワン族自治区党委書記を解任された。
2021年10月23日、全国人民代表大会常務委員会は鹿心社を第13期全国人民代表大会農業と農村委員会副主任委員に任命した。